# Nannogonalia circumcincta
Nannogonalia circumcincta är en insektsart som beskrevs av Victor Antoine Signoret 1855. Nannogonalia circumcincta ingår i släktet Nannogonalia och familjen dvärgstritar. Inga underarter finns listade i Catalogue of Life.